# Mignon G. Eberhart
Œuvres principales
- La série des Sara Keate et Lance O'Leary

Mignon G. Eberhart (Lincoln, Nebraska 6 juillet 1899 - Greenwich, Connecticut, 8 octobre 1996), née Mignon Good, est un auteur américain de roman policier.

## Biographie
Elle fait ses études supérieures à l'Université Weslayan de Lincoln au Nebraska de 1917 à 1920.
Jeune journaliste, Mignon Good épouse l'ingénieur civil Alanson C. Eberhart en 1923 et se lance peu après dans une carrière littéraire, signant Mignon C. Eberhart des nouvelles pour le compte de magazines avant d'aborder le roman.
De 1929 à 1988, outre un grand nombre de nouvelles, elle publie près de soixante romans policiers auxquels elle mêle une bonne dose de romance.
Ses cinq premiers romans ont pour héros récurrents l'infirmière Sara Keate et l'inspecteur Lance O'Leary, dont les aventures communes mettent en évidence les talents de déduction supérieurs de la jeune femme. La présence de personnages féminins intelligents et fins psychologues demeure d'ailleurs une des caractéristiques de l'œuvre de celle qu'on surnomme parfois la Agatha Christie américaine.
En 1931, elle a reçu le Prix Scotland Yard pour Pendant que le malade dormait, le second de la série des Keate/O'Leary.
En 1971, un Edgar Grand Master du Mystery Writers of America, dont elle sera nommée présidente pour un an en 1977.
Neuf romans de Mignon G. Eberhart ont été portés à l'écran, dont deux de la série Keate/O'Leary. En 1935, Aline MacMahon et Guy Kibbee interprètent les héros dans While the Patient Slept de Ray Enright. En 1938, Ann Sheridan incarne Sara Keate à deux reprises dans The Patient in Room 18 (en) de Bobby Connolly et Crane Wilbur, puis dans Mystery House (en) de Noel M. Smith. Lance O'Leary est alors joué successivement par Patric Knowles et Dick Purcell.

## Œuvre

### Romans

#### SérieKeate et O'Leary
- Patient in Room 18 (1929)
- While the Patient Slept (1930) Publié en français sous le titre Pendant que le malade dormait, Paris, Éditions de France, coll. « À ne pas lire la nuit » no 30, 1933 Publié en français dans une nouvelle traduction sous le titre L'Éléphant de jade, Paris, Liana Levi, coll. « Piccolo » no 48, 2007
- The Mystery of Hunting's End (1930) Publié en français sous le titre Rendez-vous de chasse, Paris, Librairie des Champs-Élysées, coll. « Le Masque » no 109, 1932 ; réédition, Paris, Librairie des Champs-Élysées, coll. « Club des Masques » no 141, 1972 Publié en français dans une nouvelle traduction sous le titre Qui va à la chasse..., Paris Liana Levi, 1998
- From This Dark Stairway (1931) Publié en français sous le titre Dans l'ombre de l'escalier, Paris, Gallimard, coll. « Détective » no 6, 1937
- Murder by an Aristocrat ou Murder of My Patient (1932) Publié en français sous le titre La Tache rouge Paris, Nouvelle Revue Critique, coll. « L'Empreinte » no 17, 1933
- Wolf in Man's Clothing (1942) Publié en français sous le titre L'Infirmière de la mort Paris, Éditions La Maîtrise du livre, coll. « L'Empreinte Police » no 31, 1949
- Man Missing (1954)

#### Autres romans
- The Dark Garden ou Death in the Fog [G.-B.] (1933) Publié en français sous le titre L'Énigme du jardin, Paris, Nouvelle Revue Critique, coll. « L'Empreinte » no 46, 1934 Publié en français dans une autre traduction sous le titre La Mort a tué trois fois, Paris, Le Yard, 1953
- The White Cockatoo (1933) Publié en français sous le titre L'Hôtel de la mort, Paris, Éditions de France, coll. « À ne pas lire la nuit » no 31, 1933
- The House on the Roof (1935) Publié en français sous le titre La Femme mystérieuse, Paris, Nouvelle Revue Critique, coll. « L'Empreinte » no 87, 1936 Publié en français dans une autre traduction sous le titre L'assassin est au jardin, Paris, Le Yard, 1951
- Fair Warning (1936) Publié en français sous le titre L'Agonie d'Ivan Godden, Paris, Nouvelle Revue Critique, coll. « L'Empreinte » no 118, 1937
- Danger in the Dark ou Hand in Glove [G.-B.] (1937) Publié en français sous le titre Une clameur dans la nuit, Paris, Presses de la Cité, 1947 ; réédition Paris, Presses de la Cité, coll. « Un mystère » no 30, 1950
- The Pattern ou Pattern of Murder (1937) Publié en français sous le titre Le Canot dans la nuit, Paris, Nouvelle Revue Critique, coll. « L'Empreinte » no 157, 1939
- The Glass Slipper (1938) Publié en français sous le titre La Pantoufle de vair, Paris, Presses de la Cité, coll. « Cosmopolis », 1945
- Hasty Wedding (1938) Publié en français sous le titre Le Guet-apens, Paris, Nouvelle Revue Critique, coll. « L'Empreinte » no 161, 1939
- Chiffon Scarf (1939)
- Brief Return (1939) - court roman
- The Hangman's Whip (1940)
- Strangers in Flight (1941) - court roman
- Speak No Evil (1941) Publié en français sous le titre N'en dites pas de mal, Paris, Nicholson & Watson, coll. « La Tour de Londres » no 32, 1949
- With This Ring (1941) Publié en français sous le titre L'Allumette brûlée, Paris, Presses de la Cité, 1948 : réédition Paris, Presses de la Cité, coll. « Un mystère » no 33, 1950
- Fourth Mystery Book (1942)
- The Man Next Door (1943)
- Unidentified Woman (1943)
- Escape the Night (1944) Publié en français sous le titre Évasion dans la nuit, Paris, Nicholson & Watson, coll. « La Tour de Londres » no 24, 1949
- Wings of Fear (1945) Publié en français sous le titre Les Ailes de l'épouvante, Paris, Presses de la Cité, 1946 ; réédition Paris, Presses de la Cité, coll. « Un mystère » no 28, 1950
- Five Passengers from Lisbon (1946) Publié en français sous le titre Cinq passagers pour Lisbonne, Paris, Presses de la Cité, 1947
- The White Dress (1946) Publié en français sous le titre Ouragan, Paris, Nicholson & Watson, coll. « La Tour de Londres » no 11, 1947 ; réédition, Paris, Librairie des Champs-Élysées, coll. « Le Masque » no 1825, 1986
- Another Woman's House (1947) Publié en français sous le titre La Maison d'une autre, Paris, Presses de la Cité, 1947 ; réédition Paris, Presses de la Cité, coll. « Un mystère » (1re série) no I, 1948
- House of Storm (1949) Publié en français sous le titre Le soleil se lèvera demain, Paris, Librairie des Champs-Élysées, coll. « Le Masque » no 748, 1962
- Hunt with the Hounds (1950)
- Never Look Back (1951)
- Dead Men's Plans (1952)
- The Unknown Quantity (1953)
- Postmark Murder (1956)
- Another Man's Murder (1957)
- Melora ou The Promise of Murder (1959) Publié en français sous le titre Pour en finir avec Melora, Paris, Fayard, coll. « L'Aventure criminelle » no 83, 1960
- Jury of One (1960) Publié en français sous le titre Les roses meurent aussi, Paris, Éditions de Trévise, 1966
- The Cup, the Blade or the Gun (1961), réédition sous le titre The Crime at Honotassa
- Enemy in the House (1962)
- Run Scared (1963) Publié en français sous le titre Cinq secondes de panique, Paris, Fayard, coll. « L'Aventure criminelle » no 184, 1963
- Call After Midnight (1964)
- R.S.V.P. Murder (1965)
- Witness at Large (1966)
- Woman on the Roof (1967) Publié en français sous le titre La Chatte sur un toit glissant, Paris, Presses de la Cité, coll. « Un mystère » (3e série) no 19, 1969
- Message from Hong Kong (1969) Publié en français sous le titre Des nouvelles de Hong Kong, Paris, Librairie des Champs-Élysées, coll. « Le Masque » no 1214, 1972
- El Rancho Rio (1970)
- Two Little Rich Girls (1971) Publié en français sous le titre Deux gosses de riches, Paris, Librairie des Champs-Élysées, coll. « Le Masque » no 1310, 1974 ; réédition, Paris, Librairie des Champs-Élysées, coll. « Club des Masques » no 422, 1980
- The House by the Sea (1972) - court roman
- Murder in Waiting (1973)
- Danger Money (1975)
- Family Fortune (1976) Publié en français sous le titre La Lionne aux cheveux roux, Paris, Éditions de Trévise, 1978
- Nine O'Clock Tide (1977)
- Bayou Road (1979)
- Casa Madrone (1980)
- Family Affair (1981)
- Next of Kin (1982)
- The Patient in Cabin C (1983)
- Alpine Condo Crossfire (1984)
- A Fighting Chance (1986)
- Three Days for Emeralds (1988)

### Nouvelles

#### Recueils de nouvelles
- The Cases of Susan Dare (1934)
- Five of my Best (1949)
- Deadly is the Diamond (1951)
- The Crimson Paw (1953)
- Mignon G. Eberhart's Best Mystery Stories (1988)
- Dead Yesterday (2007), recueil posthume

#### Nouvelles
- The E-String Murder (1927)
- Stampede (1930)
- Easter Devil (1934) Publié en français sous le titre Le Démon de l'Île de Paques, Paris, Fayard, Le Saint détective magazine no 64, juin 1960
- Claret Stick (1934)
- The Man Who Was Missing (1934) Publié en français sous le titre Madame Touseau est très à l'œil, Paris, Fayard, Le Saint détective magazine no 6, août 1955
- The Flowering Face (1935) Publié en français sous le titre Clair obscur, Paris, Opta, Mystère Magazine no 43, août 1951
- Postiche (1935) Publié en français sous le titre Postiche, Paris, Opta, Mystère Magazine no 48, janvier 1952 ; réédition, Paris, Opta, L'Anthologie du Mystère no 21, 1976
- Prologue to a Play (1935)
- Vacant Room (1935)
- Murder in a Storm (1936)
- Bermuda Grapevine (1938) Publié en français sous le titre Meurtre aux Bermudes, Paris, Éditions des Loisirs, Le Yard no 39, mai 1952
- Express to Danger (1939)
- The Sisters (1943)
- It's Still a Mystery for Me (1945)
- Miss Dare in Danger (1946)
- P.O. Box 63 (1946)
- No Cry of Murder (1952) Publié en français sous le titre Pas le moindre soupçon, Paris, Opta, Mystère Magazine no 119, décembre 1957
- The Wagstaff Pearls (1952) Publié en français sous le titre Où sont les perles ?, Paris, Opta, Mystère Magazine no 121, février 1958
- Dangerous Widows (1953) Publié en français sous le titre Les Veuves, Paris, Opta, Mystère Magazine no 127, août 1958
- Murder in the Rain ou The Rain Dripped Death (1953) Publié en français sous le titre Meurtre sous la pluie, Paris, Opta, Mystère Magazine no 130, novembre 1958
- Murder on St. Valentine's Day ou The Valentine Murders (1954) Publié en français sous le titre Meurtre pour la Saint-Valentin, Paris, Opta, Mystère Magazine no 146, mars 1960
- Date to Die (1954) Publié en français sous le titre Mourir à cette date, Paris, Opta, Mystère Magazine no 135, avril 1959
- The Hound of the Wellingtons ou Murder by Night (1955) Publié en français sous le titre Le Chien des Wellington, Paris, Opta, Mystère Magazine no 150, juillet 1960
- Murder with Interest (1955)
- Terror Trap (1955)
- The Case of Calico Cat (1956)[1] Publié en français sous le titre Un complot bien monté, Paris, Fayard, Le Saint détective magazine no 39, mai 1958
- The Lady Killer (1957)
- Curious Death of Uncle Justin (1957)
- Murderer in the Dark (1957)
- Murder at the Dog Show (1958) Publié en français sous le titre Un chien de ma chienne, Paris, Opta, Mystère Magazine no 153, octobre 1960
- The Blonde from Sumatra (1958)
- Mr. Wickwire Adds and Substracts ou The Bride Cried Murder (1958) Publié en français sous le titre Meurtre et Mathématiques, Paris, Opta, Mystère Magazine no 162, juillet 1961
- Premium for Murder (1958)
- When the Clock Struck Seven (1959)
- Final Entry (1959)
- Something Simple - in Black (1960)

## Filmographie

### Adaptations
- 1935 : The White Cockatoo, film américain réalisé par Alan Crosland, d'après du roman L'Hôtel de la mort, avec Jean Muir et Ricardo Cortez
- 1935 : While the Patient Slept, film américain réalisé par Ray Enright, d'après du roman Pendant que le patient dormait, avec Aline MacMahon et Guy Kibbee
- 1936 : The Murder of Dr Harrigan, film américain réalisé par Frank McDonald, avec Ricardo Cortez et Mary Astor
- 1936 : Murder by an Aristocrat, film américain réalisé par Frank McDonald, d'après le roman La Tache rouge, avec Marguerite Churchill dans le rôle de Sally Keating et Lyle Talbot
- 1937 : The Great Hospital Mystery, film américain réalisé par James Tinling, avec Jane Darwell et Sig Ruman
- 1938 : The Dark Stairway, film britannique réalisé par Arthur B. Woods, d'après le roman Dans l'ombre de l'escalier, avec Hugh Williams
- 1938 : The Patient in Room 18, film américain réalisé par Bobby Connolly et Crane Wilbur, d'après le roman éponyme, avec Ann Sheridan et Patric Knowles
- 1938 : Mystery House, film américain réalisé par Noel M. Smith, d'après le roman Rendez-vous de chasse, avec Ann Sheridan et Dick Purcell
- 1945 : Three's a Crowd, film américain réalisé par Lesley Selander, d'après le roman Le Guet-apens, avec Pamela Blake et Charles Gordon

## Sources
- Jacques Baudou et Jean-Jacques Schleret, Le Vrai Visage du Masque, vol. 1, Paris, Futuropolis, 1984, 476 p. (OCLC 311506692), p. 170-172.
- Claude Mesplède (dir.) (préf. Daniel Pennac  et François Guérif), Dictionnaire des littératures policières, t. 1 : A-I, Nantes, Joseph K, coll. « Temps noir », 22 novembre 2007, 1054 p. (ISBN 978-2-910686-44-4 et 2910686442, OCLC 775022579), p. 649-650.